# Ian James Corlett
Ian James Corlett est un acteur canadien né le 29 août 1962 à Burnaby, Colombie-Britannique (Canada).

## Biographie
En plus de programmer des pistes de batterie et d’aider à la réalisation de séquences informatiques de l’album Operation: Mindcrime de Queensrÿche et de vendre du matériel musical dans les années 1980, Corlett a également prêté sa voix à plusieurs séries d’animation produites / doublées au Canada. Ses rôles vocaux les plus remarquables incluent le personnage principal de la série télévisée Mega Man, Cheetor dans Beast Wars: Transformers, Glitch-Bob dans ReBoot et Andy Larkin dans What's with Andy ?. Un autre rôle important, mais rapide, du rôle principal de Corlett a été Goku dans Funbym / Saban, le dub original de Dragon Ball Z. Corlett a également prêté sa voix à des spectacles moins connus de DIC Entertainment, tels que Super Duper Sumos et Sonic Underground. Il a également exprimé M. Cramp dans The Cramp Twins. Dans Salty's Lighthouse, il a joué Ten Cents, Otis, Zeebee, Zip, Lord Stinker, Frank, Eddie et l’horloge du phare. Corlett est actuellement en train de jouer Sly Cooper dans le prochain film du même nom.
Par une coïncidence, Corlett qui a exprimé le Dr Wily dans Captain N: The Game Master, le dessin animé de DIC, exprimerait plus tard son ennemi juré, Mega Man, dans l’adaptation du jeu aux dessins Ruby-Spears.

## Filmographie

### Acteur

#### Cinéma
- 1967 : Maugli (voix)
- 1991 : Snow White (vidéo) : Mirror (voix)
- 1991 : The Wizard of Oz : Scarecrow (voix)
- 1993 : Ranma ½ (vidéo) : Dr. Tofu Ono / Mikado Sanzenin / Jusenkyo Guide
- 1994 : Leo le lion : Roi de la jungle : Crocodile (voix)
- 1996 : Key: The Metal Idol (vidéo) : Tataki Shuuichi (voix)
- 1997 : Magic Warriors (Warriors of Virtue) : Major Keena (voix)
- 1997 : ReBoot: The Ride : Bob (voix)
- 1998 : Mummies Alive! The Legend Begins (en) (vidéo) : Additional Voices (voix)
- 1998 : The Mighty Kong (vidéo) : Additional Voices (voix)
- 2000 : Casper's Haunted Christmas (vidéo) : Little Kid (voix)
- 2000 : Monster Mash (vidéo) (voix)
- 2004 : Bumblz: Clubhouse Friends : Bumblz (voix)
- 2005 : Candyland: Great Lollipop Adventure (vidéo) : Mr. Mint / Snow Beaver (voix)
- 2007 : Barbie, princesse de l'île merveilleuse (vidéo) : Pat

#### Télévision
- 1989 : G.I. Joe: Operation Dragonfire (série télévisée) (voix)
- 1990 : Michel Vaillant (série télévisée) : Additional (voix)
- 1992 : Battletoads (téléfilm) : Margan Ziegle / Zitz (voix)
- 1993 : Le Maître des bots ("The Bots Master") (série télévisée) : Dr. Hiss / Additional Voices (voix)
- 1993 : Double Dragon (série télévisée) : Vortex (voix)
- 1993 : Hurricanes (série télévisée) : Dino Allegro / Jorg Beethoven (voix)
- 1993 : Madeline (série télévisée) : Additional Voices (voix)
- 1993 : Sonic the Hedgehog (série télévisée) : Additional Voices (voix)
- 1994-1995 : Mega Man (série télévisée) : Mega Man, Snake Man, Metal Man, Mega Man X (voix)
- 1995 : Gadget Boy and Heather (série télévisée) : Additional Voices (voix)
- 1995 : Darkstalkers (série télévisée) : Victor / Ship's Computer (voix)
- 1995 : Rock amis (Littlest Pet Shop) (série télévisée) : Elwood (voix)
- 1995 : The Adventures of T-Rex (série télévisée) : Additional Voices (voix)
- 1995 : Final Fight (série télévisée) : Damnd
- 1995 : G.I. Joe Extreme (série télévisée) : Kidwell 'Inferno' Pyre (voix)
- 1996 : Stone Protectors (série télévisée) : Additional Voices (voix)
- 1996 : Vortech: Undercover Conversion Squad (série télévisée) : Hardfire (voix)
- 1989 : Dragon Ball Z (série télévisée) : Goku (I) / Master Roshi (I) (1996-1997) (voix)
- 1997 : The Wacky World of Tex Avery (série télévisée) : Pomepii Pete, Einstone (voix)
- 1997 : Mummies Alive! (en) (série télévisée) : Additional Voices (voix)
- 1994 : ReBoot (série télévisée) : Glitch-Bob (1997-1998, 2001) (voix)
- 1998 : Les Aventures des Pocket Dragons (Pocket Dragon Adventures) (série télévisée) : Filbert (voix)
- 1998 : RoboCop : Alpha Commando (série télévisée) : Additional Voices (voix)
- 1999 : Beast Machines: Transformers (série télévisée) : Cheetor (voix)
- 1999 : Sonic le Rebelle ("Sonic Underground") (série télévisée) : Cyrus / Knuckles (voix)
- 1999 : Weird-Ohs (série télévisée) : Wade, Baby Chassis
- 1999 : Sherlock Holmes au XXIIe siècle (série télévisée) : Martin Fenwick (voix)
- 1999 : NASCAR Racers: The Movie (TV) : Mark 'Charger' McCutchen (voix)
- 2000 : Yvon of the Yukon (série télévisée) : Willy Tidwell, King Louis
- 2000 : NASCAR Racers (série télévisée) : Mark 'Charger' McCutchen
- 2000 : Gundam Wing (Mobile Suit Gundam Wing) (série télévisée) : Quinze Barton / Additional Voices (voix)
- 2001 : Make Way for Noddy (série télévisée) (voix)
- 2001 : What's with Andy? (série télévisée) : Andy
- 2001 : Sitting Ducks (série télévisée) : Bill / Cecil (voix)
- 2001 : Super Duper Sumos (série télévisée) : Additional Voices (voix)
- 2001 : Barbie : Casse-noisette (vidéo) : Captain Candy (voix)
- 2001 : ReBoot: Daemon Rising (TV) : Bob (voix)
- 2001 : ReBoot: My Two Bobs (TV) : Glitch-Bob (voix)
- 2002 : Barbie, princesse Raiponce (Barbie as Rapunzel) (vidéo) : Hobie / Palace Guard (voix)
- 2002-2005 : Les Jumeaux Barjos (série télévisée) : Horace Cramp (Dad) (voix)
- 2002-2005 : Baby Looney Tunes (série télévisée) : Taz (voix)
- 2003 : What's with Andy II (feuilleton TV) : Andy
- 2003 : Yakkity Yak (série télévisée) : Mr. Highpants / Rondo Jr. (voix)
- 2003 : Something Else (série télévisée)
- 2003 : Barbie et le Lac des cygnes (vidéo) : Ivan (voix)
- 2004 : Barbie : Cœur de princesse (vidéo) : Wolfie / Guard #3
- 2005 : Being Ian (série télévisée) : Odbald
- 2005 : Alien Racers (série télévisée) : Skrash / Vakkon (voix)
- 2005-2013 : Johnny Test (série télévisée) : Dad (voix)
- 2007 : Tom et Jerry casse-noisettes (vidéo) : Freddie (voix)